# Vladimir Hamițevici
Vladimir Hamițevici (* 19. Februar 1991 in Bender) ist ein moldauischer Schachspieler.
Die moldauische Einzelmeisterschaft konnte er zweimal gewinnen: 2010 in Bender und 2018 in Chișinău. Er spielte für Moldau bei vier Schacholympiaden: 2010 und 2014 bis 2018. Außerdem nahm er dreimal an den europäischen Mannschaftsmeisterschaften (2011, 2015 und 2017) teil.
Im Jahre 2010 wurde ihm der Titel Internationaler Meister (IM) verliehen, 2017 der Titel Großmeister (GM).
| Hier fehlt eine Grafik, die leider im Moment aus technischen Gründen nicht angezeigt werden kann. Wir arbeiten daran! |